# Karl Swoboda (Gewichtheber)

Karl Swoboda

Karl Swoboda (* 20. Juli 1882 in Ottakring; † 19. April 1933 in Wien) war ein österreichischer Gewichtheber. Er gewann 1911 zwei Weltmeister-Titel.

## Werdegang
Karl Swoboda gehörte vor dem Ersten Weltkrieg zusammen mit seinen Wiener Landsleuten Wilhelm Türk, Josef Steinbach, Josef Grafl und Berthold Tandler zu den österreichischen Gewichthebern, die im Zeitraum von 1900 bis 1914 das Niveau in der Schwergewichtsklasse in der Welt maßgeblich bestimmten. Wie alle anderen war er ungewöhnlich stark. In der damaligen Zeit wurde beim Gewichtheben weniger Wert auf die Technik als auf Kraft gelegt.
Der gebürtige Ottakringer zog mit seinen Eltern nach Inzersdorf, die dort das Gemeindegasthaus übernahmen, und arbeitete als Fleischergeselle.
Die Spezialübung von Karl Swoboda war das beidarmige Stoßen mit unfreiem Umsetzen. Er erzielte in dieser Übungsart im Zeitraum vom 1. September 1909 bis zum 4. November 1911 folgende acht Weltrekorde:
- 175,5 kg am 1. September 1909 in Wien,
- 175,7 kg am 7. November 1909 in Wien,
- 176,2 kg am 22. Dezember 1909 in Wien,
- 177 kg im März 1910 in Wien,
- 180 kg im Juni 1910 in Wien,
- 182,2 kg Ende 1910 in Wien,
- 183,7 kg am 3. Mai 1911 in Wien,
- 185,6 kg am 4. November 1911 in Wien

Dieser Weltrekord hatte noch im Jahre 1950 Bestand.
Im Jahre 1912 stieß Karl Swoboda in Wien 200 kg, die er mit fremder Hilfe umgesetzt hatte.
Die größten sportlichen Erfolge im Wettkampf erzielte Karl Swoboda im Jahre 1911, als er zwei Weltmeistertitel gewann.
Im Jahre 1919 erzielte Karl Swoboda bei einem Wettkampf in München u. a. noch gute 120 kg im beidarmigen Drücken und 160 kg im beidarmigen Stoßen. Bei der Weltmeisterschaft 1920 in Wien konnte er sich aber nicht mehr unter den drei ersten Siegern platzieren und beendete daraufhin seine Laufbahn.

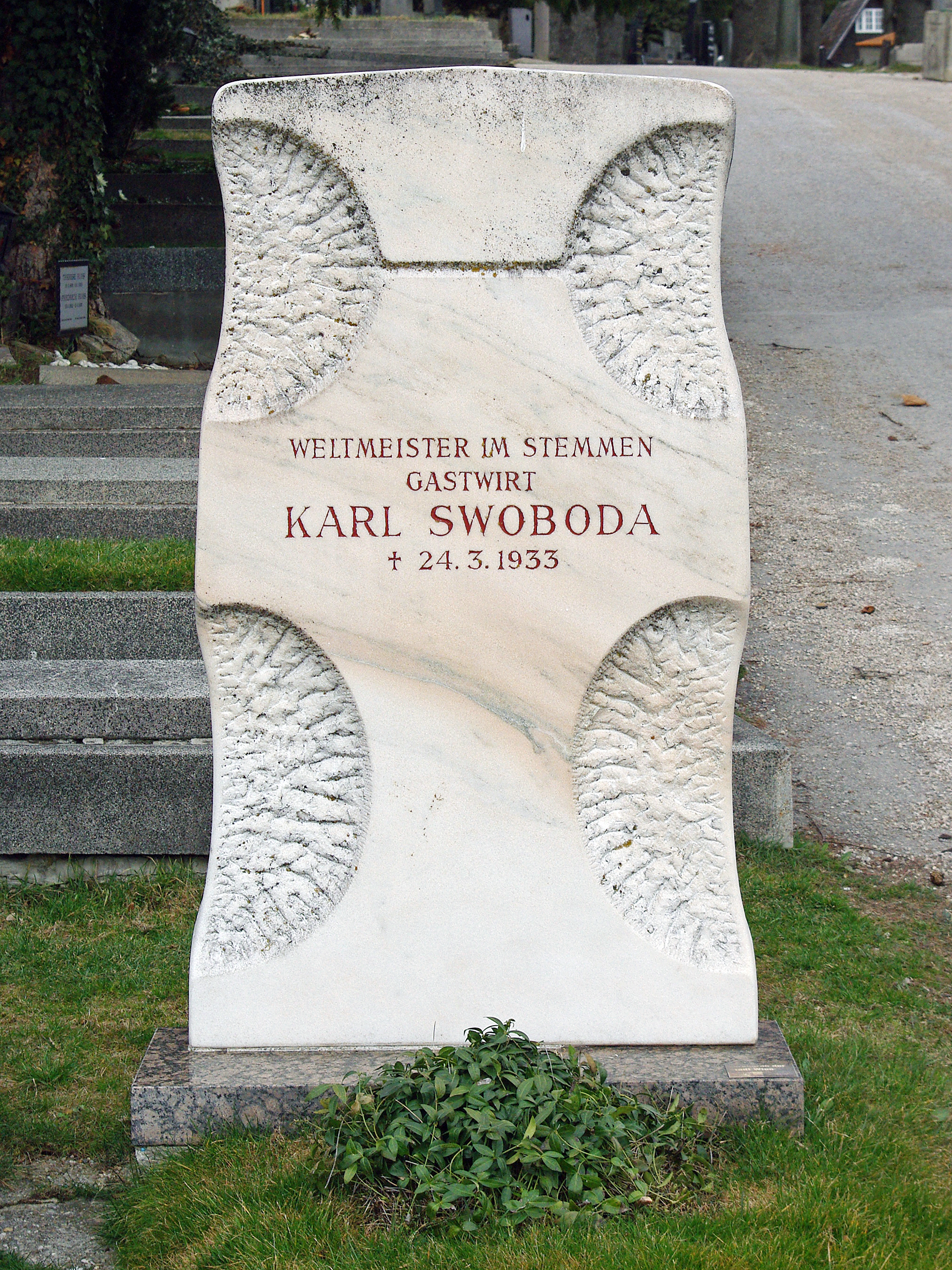
Swobodas Grab

Er betrieb wie einige seiner anderen Schwerathletik-Kollegen in Wien eine Gastwirtschaft. Nach seinem Ableben wurde er am Hernalser Friedhof in einem ehrenhalber gewidmeten Grab bestattet. Am Grabstein ist fälschlicherweise der 24. März 1933 als Sterbedatum angegeben.

### Weltmeister-Karl-Swoboda-Runde
In Moders Restaurant in der Kaiserstraße 6 im 7. Bezirk, das früher Karl Swoboda gehört hatte, wurde am 19. Mai 1933 eine Weltmeister-Karl-Swoboda-Runde gegründet. Der Zweck dieser Tischrunde war, alle Jahre am 4. November einen Knaben unter 14 Jahren, dessen Vater verarmt ist und entweder Stemmsport oder Ringkampfsport betreibt oder betrieben hat, zu bekleiden. Die Tischgesellschaft traf sich viermal im Jahr in verschiedenen Lokalen. Der mit der Schwester Swobodas verheiratete ehemalige Konkurrent Berthold Tandler wurde Gründungspräsident und 1938 Ehrenpräsident. Die Runde sollte auch an seltenen Gelegenheiten die „Großen Silberne Swoboda-Medaille“ verleihen. Zuletzt wurde im Februar 1941 mit Charlotte Rickert, die durch ihre „unfaßbaren Kraftleistungen allgemeines Aufsehen erregte“, ein kaum 20-jähriges Mädchen ausgezeichnet. Danach hörte man von der Swoboda-Runde nichts mehr, was mit dem Ableben Tandlers oder dem fortschreitenden Krieg zu tun haben könnte.

## Internationale Erfolge
(WM = Weltmeisterschaft, S = Schwergewicht)
- 1909, 2. Platz, WM in Wien, 5-Kampf, S, mit 533,4 kg, hinter Josef Grafl, Österreich, 583,1 kg und vor Berthold Tandler, Österreich, 525,4 kg;
- 1910, 2. Platz, WM in Wien, 7-Kampf, S, mit 723 kg, hinter Josef Grafl, 753,5 kg u. vor Berthold Tandler, 685 kg;
- 1911 1. Platz, WM in Berlin, 4-Kampf, S, mit 464 kg, vor Berthold Tandler, 415 kg u. Franz Buchholz, Deutschland;
- 1911, 1. Platz, WM in Wien, 4-Kampf, S, mit 476,5 kg, vor Josef Grafl, 464 kg u. Berthold Tandler, 420,8 kg